# مضخة طرد مركزي

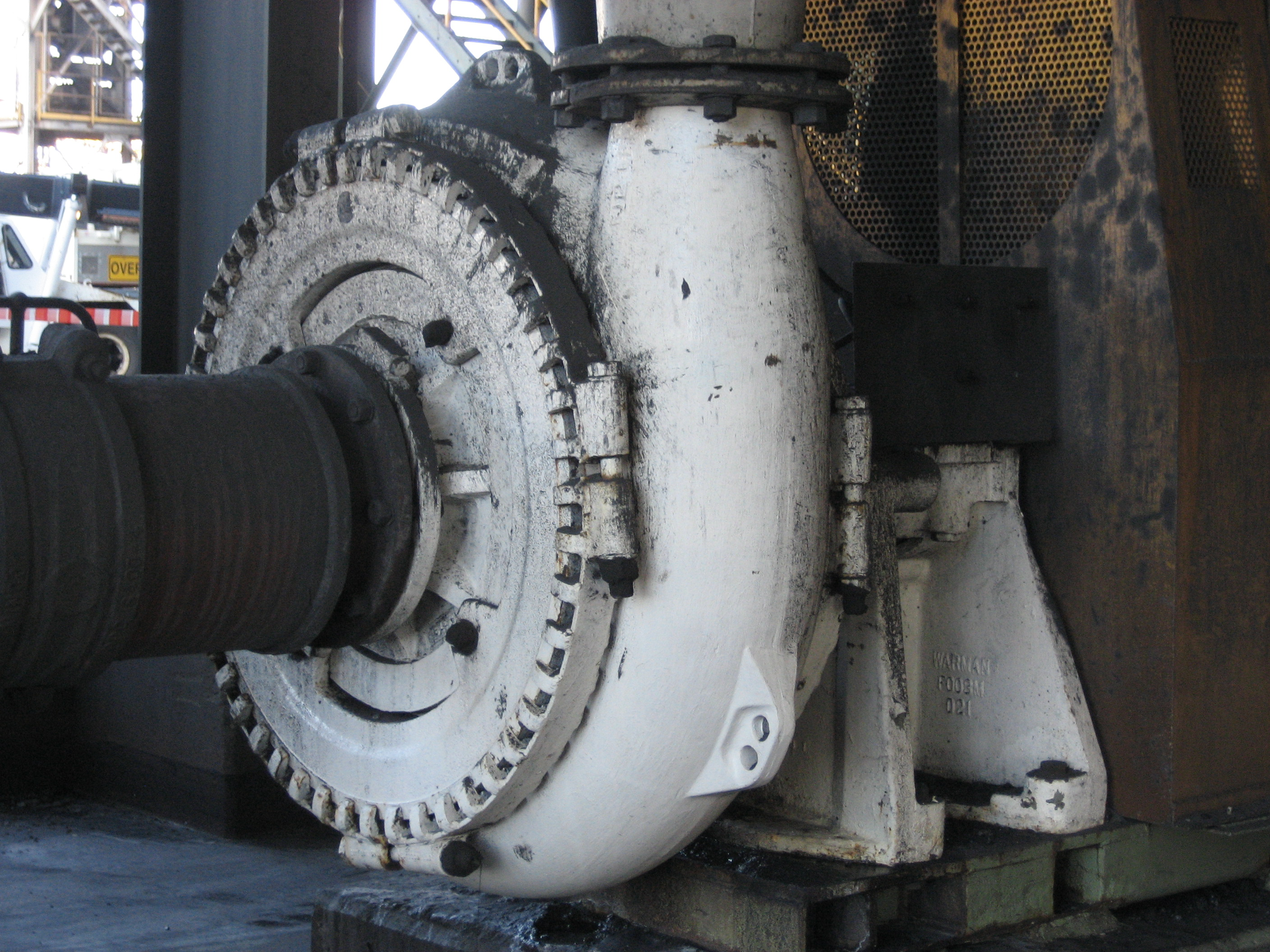
مضخة طرد مركزي.

مضخة الطرد المركزي هي نوع من المضخات يستخدم لنقل السوائل من خلال تحويل الطاقة الحركية الدورانية إلى طاقة هيدروديناميكية لتدفق السائل. تأتي هذه الطاقة الدورانية عادةً من محرك احتراق داخلي أو محرك كهربائي. وتُصنف هذه المضخات ضمن فئة الآلات التوربينية الديناميكية الماصة للعمل ذات التناظر المحوري. يدخل السائل إلى دافعة المضخة (Impeller) على طول أو بالقرب من المحور الدوراني، حيث يتسارع بفعل الدافعة ثم يتدفق بشكل شعاعي نحو الخارج إلى ناشر (Diffuser) أو غرفة حلزونية (Volute Casing) قبل أن يخرج من المضخة.
تُستخدم هذه المضخات بشكل شائع في نقل المياه والصرف الصحي والزراعة والصناعات البترولية والبتروكيميائية. يتم اختيار المضخات الطرد المركزي نظرًا لقدرتها على معدلات التدفق العالية، وإمكانية ضخ المحاليل الكاشطة، وقدرتها على الخلط، بالإضافة إلى تصميمها الهندسي البسيط نسبيًا.
تستخدم المروحة الطاردة المركزية في العديد من التطبيقات، مثل وحدات مناولة الهواء ومكانس الشفط. وعلى العكس من ذلك، تعمل التوربينات المائية بوظيفة معاكسة لمضخات الطرد المركزي، حيث تقوم بتحويل الطاقة الكامنة لضغط الماء إلى طاقة ميكانيكية دورانية.

## تاريخ
وفقًا للمرخ والباحث في العلوم الهندسية لاديسلاو ريتي، فإن أول آلة يمكن تصنيفها كمضخة طرد مركزي كانت آلة رفع الطين، والتي ظهرت في عام 1475 في أطروحة للمهندس الإيطالي من عصر النهضة فرانشيسكو دي جورجيو مارتيني. ومع ذلك، لم يتم تطوير المضخات الطرد المركزي الحقيقية حتى أواخر القرن السابع عشر، عندما قام دينيس بابين ببناء مضخة ذات شفرات مستقيمة. أما الشفرة المنحنية فقد تم تقديمها لاحقًا من قبل المخترع البريطاني جون أبولد [الإنجليزية] في عام 1851.

## مبدأ العمل

مضخة طرد مركزي بمرحلة واحدة للتدفق

مثل معظم المضخات، تقوم مضخة الطرد المركزي بتحويل الطاقة الدورانية، التي غالبًا ما تأتي من محرك، إلى طاقة في السائل المتحرك. يتم تحويل جزء من هذه الطاقة إلى طاقة حركية في السائل. يدخل السائل محوريًا عبر فتحة الدخول في هيكل المضخة، ثم تلتقطه شفرات المروحة، حيث يدور مماسيًا وإشعاعيًا إلى الخارج حتى يخرج عبر جميع الأجزاء المحيطية للمروحة إلى موزع التدفق داخل الهيكل. أثناء مروره عبر المروحة، يكتسب السائل كلًا من السرعة والضغط. يعمل الجزء الحلقي الشكل من الهيكل، المعروف باسم الموزع (أو الحلزون)، على تقليل سرعة التدفق وزيادة الضغط بشكل أكبر.

### وصف أويلر
كنتيجة لقانون نيوتن الثاني في الميكانيكا، يتم الحفاظ على الزخم الزاوي (أو "عزم الزخم")، وهو مبدأ أساسي لجميع الآلات التوربينية. وفقًا لذلك، يكون التغير في الزخم الزاوي مساويًا لمجموع العزوم الخارجية.

## المضخات الطاردة المركزية متعددة المراحل
تُعرف المضخة الطاردة المركزية التي تحتوي على دفاعة أو أكثر بالمضخة الطاردة المركزية متعددة المراحل. يمكن تركيب الدفّاعات على نفس العمود أو على أعمدة مختلفة. في كل مرحلة، يتم توجيه السائل إلى مركز الدفاعة قبل أن يشق طريقه نحو مخرج المضخة عند القطر الخارجي.
- لزيادة الضغط: يمكن توصيل الدفّاعات على التوالي (سلسلة) للحصول على ضغط أعلى عند المخرج.
- لزيادة معدل التدفق: يمكن توصيل الدفّاعات بالتوازي للحصول على معدلات تدفق أعلى.

### التطبيقات الشائعة

#### مضخات تغذية مياه الغلايات
تُستخدم بشكل شائع في محطات توليد الطاقة والمنشآت الصناعية لتزويد الغلايات بالماء تحت ضغط عالٍ. على سبيل المثال، وحدة توليد طاقة بقدرة 350 ميغاواط قد تتطلب مضختي تغذية تعملان بالتوازي. كل مضخة تغذية هي مضخة طاردة مركزية متعددة المراحل تنتج تدفقًا بمعدل 150 لتر/ثانية عند ضغط 21 ميغاباسكال.

#### الاستخدامات الصناعية والعامة
تُستخدم هذه المضخات أيضًا في أنظمة توزيع المياه، المباني العالية، والصناعات التي تتطلب ضغطًا عاليًا أو تدفقًا كبيرًا.

### الطاقة المنقولة إلى السائل
كل الطاقة المنقولة إلى السائل تأتي من الطاقة الميكانيكية التي تحرك الدفاعة. يمكن قياس هذه الطاقة عند  الضغط المتساوي الإنتروبيا (isentropic compression)، مما يؤدي إلى زيادة طفيفة في درجة الحرارة بالإضافة إلى زيادة الضغط.

## مشاكل مضخات الطرد المركزي
- هذه بعض الصعوبات التي تواجه المضخات الطاردة المركزية:
- التكهف - صافي ضغط السحب الموجب (NPSH) للنظام منخفض جدًا للمضخة المختارة
- تآكل الدفاعة - قد يتفاقم بسبب المواد الصلبة العالقة أو التكهف
- التآكل داخل المضخة بسبب خصائص السائل
- الارتفاع المفرط في درجة الحرارة بسبب انخفاض التدفق
- التسرب على طول عمود الدوران
- نقص التهيئة- يجب ملء المضخات الطاردة المركزية (بالسائل المراد ضخه) لكي تعمل
- الاندفاع المفاجئ
- السوائل اللزجة قد تقلل الكفاءة
- قد تكون أنواع المضخات الأخرى أكثر ملاءمة لتطبيقات الضغط العالي
- انسداد المضخة نتيجة المواد الصلبة الكبيرة أو الحطام.

## مضخات الطرد المركزي لمراقبة المواد الصلبة
يتطلب نظام التحكم في المواد الصلبة في حقول النفط العديد من المضخات الطاردة المركزية التي توضع على أو داخل خزانات الطين. تشمل أنواع المضخات الطاردة المركزية المستخدمة في هذا النظام: مضخات الرمل، المضخات الغاطسة للمواد السائلة، مضخات القص، ومضخات الشحن. يتم تعريف هذه المضخات وفقًا لوظائفها المختلفة، ولكن مبدأ عملها يظل هو نفسه.

## التهيئة
تُعرف عملية ملء المضخة بالسائل باسم التهيئة (Priming). إذ تحتاج جميع المضخات الطاردة المركزية إلى وجود سائل داخل المضخة لضمان عملها بشكل صحيح. في حال امتلاء المضخة بالغازات أو الأبخرة، فإن الدافع (Impeller) يصبح غير قادر على ضخ السائل بسبب ظاهرة تُعرف باسم الانحباس الغازي. ولمنع حدوث ذلك، يتم عادةً تركيب المضخات الطاردة المركزية أسفل مستوى مصدر السائل لضمان استمرار تدفقه إلى المضخة بالجاذبية. كما يمكن تحقيق نفس التأثير عن طريق تغذية المضخة بالسائل تحت ضغط بواسطة مضخة مساعدة موضوعة على خط السحب.

### المضخة الطاردة المركزية ذاتية التهيئة
لا تستطيع المضخات الطاردة المركزية التقليدية في الظروف العادية إزالة الهواء من أنبوب السحب في حالة كان مستوى السائل أدنى من المضخة. على العكس من ذلك، يجب أن تكون المضخات ذاتية التهيئة قادرة على طرد الهواء من خط السحب دون الحاجة إلى أجهزة مساعدة خارجية.  

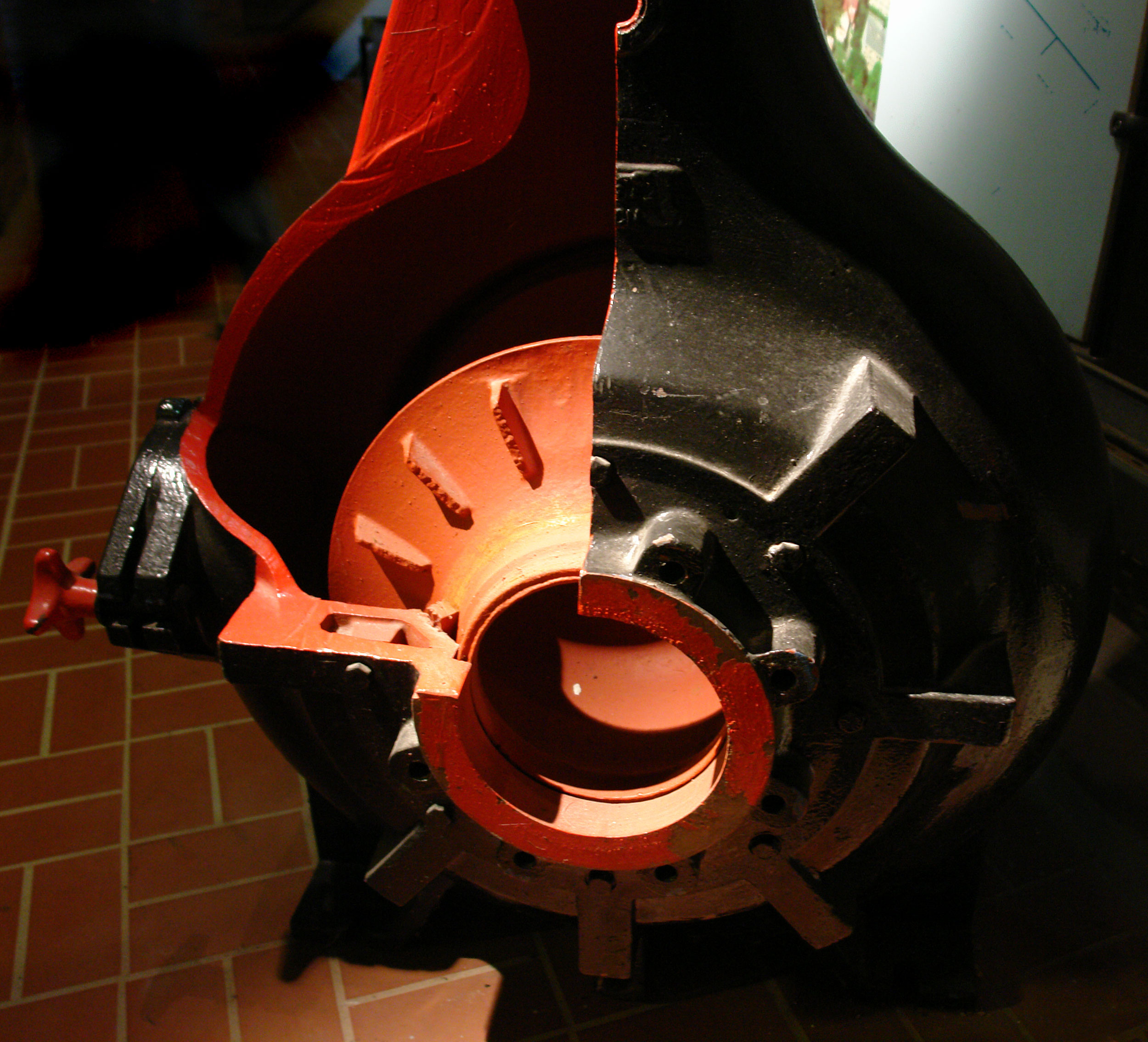
خط السحب في المضخة الطاردة المركزية

يتم تصنيف المضخات الطاردة المركزية ذات مرحلة شفط داخلية، مثل مضخات نفث الماء (Water-Jet Pumps) والمضخات ذات القناة الجانبية (Side-Channel Pumps)، ضمن المضخات ذاتية التهيئة. تم اختراع أول مضخة طاردة مركزية ذاتية التهيئة عام 1935، وكانت شركة American Marsh من أوائل الشركات التي طرحت هذا النوع في الأسواق عام 1938.
لا يمكن للمضخات الطاردة المركزية التي لا تحتوي على مرحلة تهيئة داخلية أو خارجية أن تبدأ في ضخ السوائل إلا بعد تهيئتها مسبقًا بالسائل. وعلى الرغم من أن هذا النوع من المضخات يكون أكثر متانة، إلا أنه أبطأ نسبيًا، حيث تم تصميم الدافع للتعامل مع السوائل الأكثر كثافة من الهواء، مما يجعلها غير قادرة على التشغيل بوجود الهواء.
لضمان بقاء السائل داخل المضخة عند توقفها ومنع ظاهرة السحب العكسي (Siphon Action)، يجب تركيب صمام فحص متأرجح (Swing Check Valve) على جانب السحب، أو صمام تنفيس (Vent Valve). في المضخات الطاردة المركزية ذاتية التهيئة المزودة بحجرة فصل، يتم ضخ السائل والهواء المحبوس إلى حجرة الفصل بفعل دوران الدافع، مما يسمح بخروج الهواء عبر فوهة تصريف المضخة، بينما يعود السائل إلى داخل المضخة ليتم سحبه مجددًا بواسطة الدافع، وبالتالي يتم تفريغ خط السحب بشكل مستمر.  

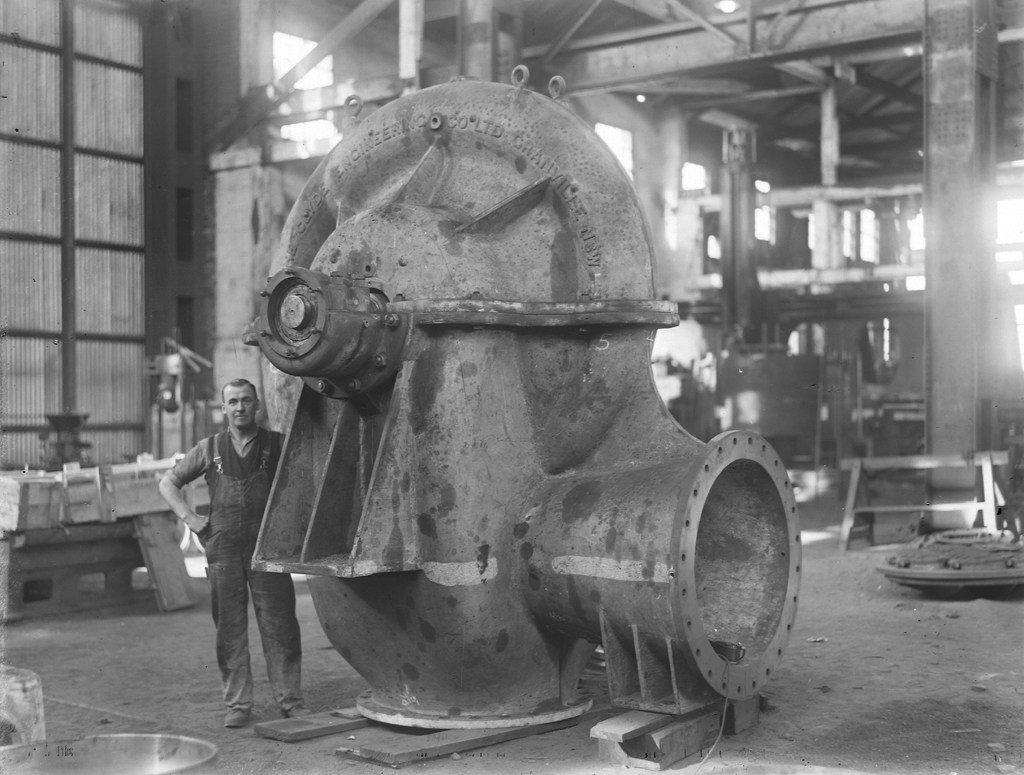
المضخة الطاردة المركزية ذات الجسم المقسوم (Split Case Centrifugal Pump)

ومع ذلك، فإن التصميم المطلوب لهذه الميزة يؤثر سلبًا على كفاءة المضخة، كما أن حجم حجرة الفصل يكون كبيرًا نسبيًا، مما يجعل هذه المضخات تُستخدم بشكل أساسي في التطبيقات الصغيرة، مثل مضخات الحدائق. أما الأنواع الأكثر شيوعًا من المضخات ذاتية التهيئة فهي المضخات ذات القناة الجانبية ومضخات حلقة الماء (Water-Ring Pumps).
هناك نوع آخر من المضخات الطاردة المركزية ذاتية التهيئة يحتوي على حجرتين داخل الغلاف ودافع مفتوح. يتم استخدام هذا التصميم ليس فقط من أجل التهيئة الذاتية، ولكن أيضًا لإزالة الغازات عند ضخ خلائط ثنائية الطور (سائل + غاز)، كما في بعض تطبيقات الهندسة الكيميائية أو عند ضخ السوائل الملوثة، مثل تصريف مياه الحفر في مواقع البناء.
يتميز هذا النوع بقدرته على العمل دون الحاجة إلى صمام قدم (Foot Valve) أو جهاز تفريغ على جانب السحب، لكن يجب تهيئة المضخة مسبقًا بالسائل قبل بدء التشغيل. أثناء التشغيل، تستمر المضخة في ضخ الخليط ثنائي الطور حتى يتم تفريغ خط السحب بالكامل، مما يسمح للسائل بالوصول إلى غرفة السحب الأمامية بفعل الضغط الجوي. بعد ذلك، تعمل المضخة كمضخة طاردة مركزية تقليدية.